# Juan de Juni
Juan de Juni także Jean de Joigny (ur. w 1506 w Joigny, zm. 10 kwietnia 1577 w Valladolid) – francusko-hiszpański rzeźbiarz.
Urodził się w Joigny we Francji, ale rozpoczął pracę zawodową we Włoszech. W 1533 zamieszkał w León i Medina de Rioseco, zanim przeprowadził się do Valladolid w 1540. Był najbardziej znany jako rzeźbiarz religijny, który obdarzał swoje postaci silnymi emocjami. Wykazywał się pierwszorzędną znajomością materiałów rzeźbiarskich, takich jak glina, kamień i drewno oraz doskonałą znajomością ludzkiej anatomii.